# Київський університет культури
Приватний вищий навчальний заклад «Київський університет культури» (КУК) — заклад вищої освіти в Україні. Засновано у 2000 році. Освітню діяльність КУК здійснює відповідно до ліцензії МОН України про надання освітніх послуг (Наказ МОН від 26.04.2021 № 53-л). КУК акредитовано за четвертим, найвищим рівнем акредитації. Розташований у місті Києві (Печерський район). Ректором закладу є професор Володимир Іванович Пилипів.

## Напрями діяльності КУК
Київський університет культури здійснює наукову та освітню діяльність у галузі культури та мистецтва, спеціалізується на вищій освіті.
Станом на 2023 рік КУК реалізує освітню діяльність за наступними напрямками:
PR, журналістика та кібербезпека
- Тележурналістика та новітні медіакомунікації[7]
- Журналістика, звʼязки з громадськістю та реклама[7]
- Інтернет-журналістика та блогінг[7]
- Медіакомунікації та діджитал продакшн[7]
- SMM-менеджмент та інтернет-маркетинг[7]
- Сучасні інформаційні технології та програмування[7]

Кіно-, телемистецтво
- Теле-радіоведучий, кореспондент, репортер[7]
- Режисер кіно і телебачення, медіа-продюсер[7]
- Звукорежисер, саунд-продюсер[7]
- Оператор кіно і телебачення[7]
- Актор кіно і телебачення[7]
- Фотохудожник-рекламіст[7]

Фешн і шоу-бізнес
- Продюсування[7]
- Менеджмент шоу-бізнесу[7]
- Режисура фешн і шоу-бізнесу[7]

Режисер естради та шоу
- Режисер естради та шоу[7]

Хореографія
- Артист, викладач, балетмейстер сучасної хореографії[7]

Актор театру і кіно, режисер
- Актор театру та кіно[7]
- Режисер театру та кіно[7]

Готельно-ресторанний і туристичний бізнес
- Менеджмент готельно-ресторанного і туристичного бізнесу[7]
- Міжнародний туризм[7]

Дизайн
- Дизайнер, графік-рекламіст[7]
- Моушн-дизайнер[7]
- Дизайнер ландшафту та інтер'єру[7]

Індустрія моди та fasion-бізнес
- Дизайнер зачісок[7]
- Дизайнер. Імідж-стиліст[7]
- Менеджер fashion-бізнесу[7]
- Дизайнер стилю та аксесуарів[7]

Event-менеджмент
- Event-менеджмент[7]
- Режисер Event-проєктів, сценарист[7]

Естрадний спів
- Естрадний спів[7]

Міжнародні відносини
- Міжнародні відносини[7]
- Міжнародні культурні відносини[7]

## Структура КУК
Станом на 2023 рік КУК включає 2 інститути, 5 факультетів, 1 коледж та ряд відокремлених структурних підрозділів у інших містах України та Польщі.

### Інститути
- Інститут готельно-ресторанного і туристичного бізнесу[20]
- Інститут державного управління і права[20]

### Факультети
- Факультет мистецтв[20]
- Факультет хореографічного мистецтва[20]
- Факультет індустрії моди[20]
- Факультет журналістики та міжнародних відносин[20]
- Юридичний факультет[20]

### Коледж
- Фаховий коледж Київського університету культури[20]

## Спеціальності КУК
Київський університет культури провадить наукову та освітню діяльність на першому (бакалаврському), другому (магістерському) та третьому (освітньо-науковому) рівнях вищої освіти за наступними спеціальностями:

#### Бакалавр
- 021 Аудіовізуальне мистецтво та виробництво[22]
- 022 Дизайн[22]
- 024 Хореографія[22]
- 025 Музичне мистецтво[22]
- 026 Сценічне мистецтво[22]
- 028 Менеджмент соціокультурної діяльності[22]
- 029 Інформаційна, бібліотечна та архівна справа[22]
- 034 Культурологія[22]
- 061 Журналістика[22]
- 081 Право[22]
- 122 Комп'ютерні науки[22]
- 241 Готельно-ресторанна справа[22]
- 242 Туризм[22]
- 291 Міжнародні відносини, суспільні комунікації та регіональні студії[22]

Магістр
- 021 Аудіовізуальне мистецтво та виробництво[22]
- 022 Дизайн[22]
- 024 Хореографія[22]
- 025 Музичне мистецтво[22]
- 026 Сценічне мистецтво[22]
- 028 Менеджмент соціокультурної діяльності[22]
- 029 Інформаційна, бібліотечна та архівна справа[22]
- 034 Культурологія[22]
- 051 Економіка[22]
- 061 Журналістика[22]
- 073 Менеджмент[22]
- 122 Комп'ютерні науки[22]
- 241 Готельно-ресторанна справа[22]
- 242 Туризм[22]
- 281 Публічне управління та адміністрування[22]
- 291 Міжнародні відносини, суспільні комунікації та регіональні студії[22]

Доктор філософії
- 021 Аудіовізуальне мистецтво та виробництво[22]
- 061 Журналістика[22]
- 241 Готельно-ресторанна справа[22]
- 242 Туризм[22]
- 281 Публічне управління та адміністрування[22]
- 291 Міжнародні відносини, суспільні комунікації та регіональні студії[22]

## Науково-педагогічний склад КУК
Навчальний процес у Київському університеті культури забезпечують висококваліфіковані науково-педагогічні працівники КНУКіМ, доктори та кандидати наук, академіки та члени-кореспонденти державних галузевих академій наук, закордонних академій та асоціацій, національних спілок та гільдій, зокрема зі званнями «Заслужений діяч науки і техніки», «Заслужений діяч мистецтв», «Заслужений артист України», «Заслужений юрист України» тощо.

## Співпраця між КУК та КНУКіМ
Приватний вищий навчальний заклад «Київський університет культури» (КУК) тісно співпрацює із Київським національним університетом культури і мистецтв (КНУКіМ). Університети відомі спільною реалізацією освітніх програм та спільною організацією освітнього процесу. Університети провадять схожі напрями діяльності, зокрема у галузі культури і мистецтва, спільно проводять наукові, культурні, мистецькі та освітні заходи. Також існує взаємна співпраця щодо аренди аудиторій. Таким чином КУК орендує певні аудиторії у КНУКіМа (наприклад, для дисциплін хореографія чи фехтування).
У 2014 році тісна співпраця між КНУКіМ та КУК піддавалась критиці, після чого у діяльності університетів спостерігається розмежування.  До 2014 року схема працювала так: студентів-контрактників зараховували до приватного КУКу, де вони навчалися на базі державного КНУКіМ. Після третього курсу їх відраховували з КУКу і переводили на контракт до державного університету, де вони отримують відповідні дипломи. Але після того, як ліцензія КУКа була відновлена (після 2016 року) — навчання в КУК було традиційним (з 1 по 4 курс бакалаврат, а також магістратура та аспірантура) з видачею дипломів про вищу освіту від Київського університету культури.

## Міжнародна співпраця КУК
Київський університет культури має угоди про партнерство, кооперацію та наукові обміни з багатьма провідними вищими навчальними закладами та науковими установами країн ЄС: Польщі, Німеччини, Італії, Іспанії, Чехії, Литви, Латвії, Угорщини, Франції та Англії.
Київський університет культури у межах наукової діяльності співпрацює з вищими навчальними закладами Європейського Союзу, зокрема:
- Батумський державний університет мистецтв; Грузія[27];
- Вища школа менеджменту в Варшаві[pl], Польща[27].

На базі Київського університету культури працює «Українсько-польський центр культури і мови», де відкриті інтенсивні курси вивчення польської мови та Українсько-польський університет, також створюються і реалізуються мульти- та двосторонні проєкти.

## Видання КУК
Київський університет культури щороку організовує та проводить міжнародну науково-практичну конференцію «Україна у світових глобалізаційних процесах: культура, економіка, суспільство» у співпраці з Інститутом модернізації змісту освіти, Батумським державним університетом мистецтв, Вищою школою менеджменту в Варшаві та Київським національним університетом культури і мистецтв, в рамках якої видається збірник наукових праць.

## Скандали
У 2014 році тісна співпраця між КНУКіМ та КУК піддавалась критиці, після чого у діяльності університетів спостерігається розмежування. До 2014 року схема працювала так: студентів-контрактників зараховували до приватного КУКу, де вони навчалися на базі державного КНУКіМ. Після третього курсу їх відраховували з КУКу і переводили на контракт до державного університету, де вони отримують відповідні дипломи. За даними реєстру фізичних та юридичних осіб, прямий засновник Приватного вищого навчального закладу «Київський університет культури» – компанія «Укрконцерт». Остання, в свою чергу, має двох засновників. Це – ректор державного Київського національного університету культури і мистецтв Михайло Поплавський, а також його син Олександр.
У 2014 році заклад був позбавлений ліцензії на надання освітніх послуг Акредитаційною комісією при МОН, однак заклад подав позов до суду і вже у грудні 2014 році відповідне рішення МОНу було скасовано Окружним адміністративним судом м. Києва.
Але після того, як ліцензія КУКа була відновлена (після 2016 року) — навчання в КУК було традиційним (з 1 по 4 курс бакалаврат, а також магістратура та аспірантура) з видачею дипломів про вищу освіту від Київського університету культури.
Восени 2021 року КУК оголосив про відкриття «Факультету Тік-Ток», назва якого походить від назви соціальної мережі. Відкриття «Факультету Тік-Ток» викликало бурхливе обговорення у суспільстві та соціальних мережах. Проте у Єдиній державній електронній базі з питань освіти «Тік-Ток» серед факультетів не фігурує. «Відкриття Факультету Тік-Ток» виявилося PR-кампанію КУК, а підготовка відповідних фахівців насправді ж здійснюється за освітньою програмою «Інтернет-журналістика та блогінг» спеціальності 029 «Інформаційна, бібліотечна та архівна справа» на базі уже наявних факультетів КУК.